# Хримтурси
Хримтурси (на нордически: rime thurs, „скрежести турси (великани)“) е името на род великани в скандинавската митология, обитавали света преди боговете аси и хората. Техен прародител е леденият великан Имир, първото антропоморфно същество, появило на света. Според мита от краката на Имир се ражда шестглавия великан Трудгелмир. Синът на Трудгелмир Белгермир е единственият от хримтурсите, който успява да се спаси от потопа, настъпил вследствие на смъртта на Имир. Бергелмир и съпругата му дават живот на новото поколение великани в скандинавската митология, йотуните, които са преки потомци на хримтурсите и затова обикновено се разглеждат заедно. В някои по-късни сказания се говори за ледени великани, живеещи в Нифлхайм, които са преки потомци на хримтурсите.